# League1 Ontario
La League1 Ontario (L1O) est une ligue semi-professionnelle de soccer créée en 2013 et organisée par l'Association canadienne de soccer.
Cette ligue de division 3 est l'équivalent en Ontario de la Ligue1 Québec. À la fin de l'année, une finale inter-provinciale est organisée entre les champions des deux ligues.
Pour sa première édition, le championnat de la L1O regroupe 9 équipes et se dispute de mai à octobre 2014.

## Palmarès de la saison régulière
- 2014 : Toronto FC Academy (11 V, 5N, 0D)
- 2015 : Oakville Blue Devils (17 V, 2N, 3D)
- 2016 : Vaughan Azzurri (17 V, 4N, 1D)

## Palmarès des playoffs
- 2014 : Vaughan Azzurri (finale contre le Sigma FC)
- 2015 : Woodbridge Strikers (finale contre le Sigma FC)
- 2016 : Vaughan Azzurri (finale contre les Woodbridge Strikers)